# Andon Nikolov
Andon Kostadinov Nikolov (in bulgaro Андон Костадинов Николов?; Sofia, 15 giugno 1951) è un ex sollevatore bulgaro campione olimpico a Monaco di Baviera 1972.

## Palmarès

### Olimpiadi
- 1 medaglia:
  - oro a Monaco di Baviera 1972 nei 90 kg.

### Campionati mondiali
- 1 medaglia:
  - oro a Monaco di Baviera 1972 nei 90 kg.

### Campionati europei
- 4 medaglie:
  - bronzo a Costanza 1972 nei 90 kg.
  - argento a Madrid 1973 nei 90 kg.
  - argento a Verona 1974 nei 90 kg.
  - bronzo a Havířov 1978 nei 90 kg.